# Croix en granit d'Hénansal
La croix en granit d'Hénansal est une croix en pierre située à Hénansal en France.

## Localisation
La croix est située sur le territoire de la commune de Hénansal, dans le département des Côtes-d'Armor en région Bretagne.

## Historique
La croix est inscrite au titre des monuments historiques par arrêté du 5 octobre 1964.

## Galerie

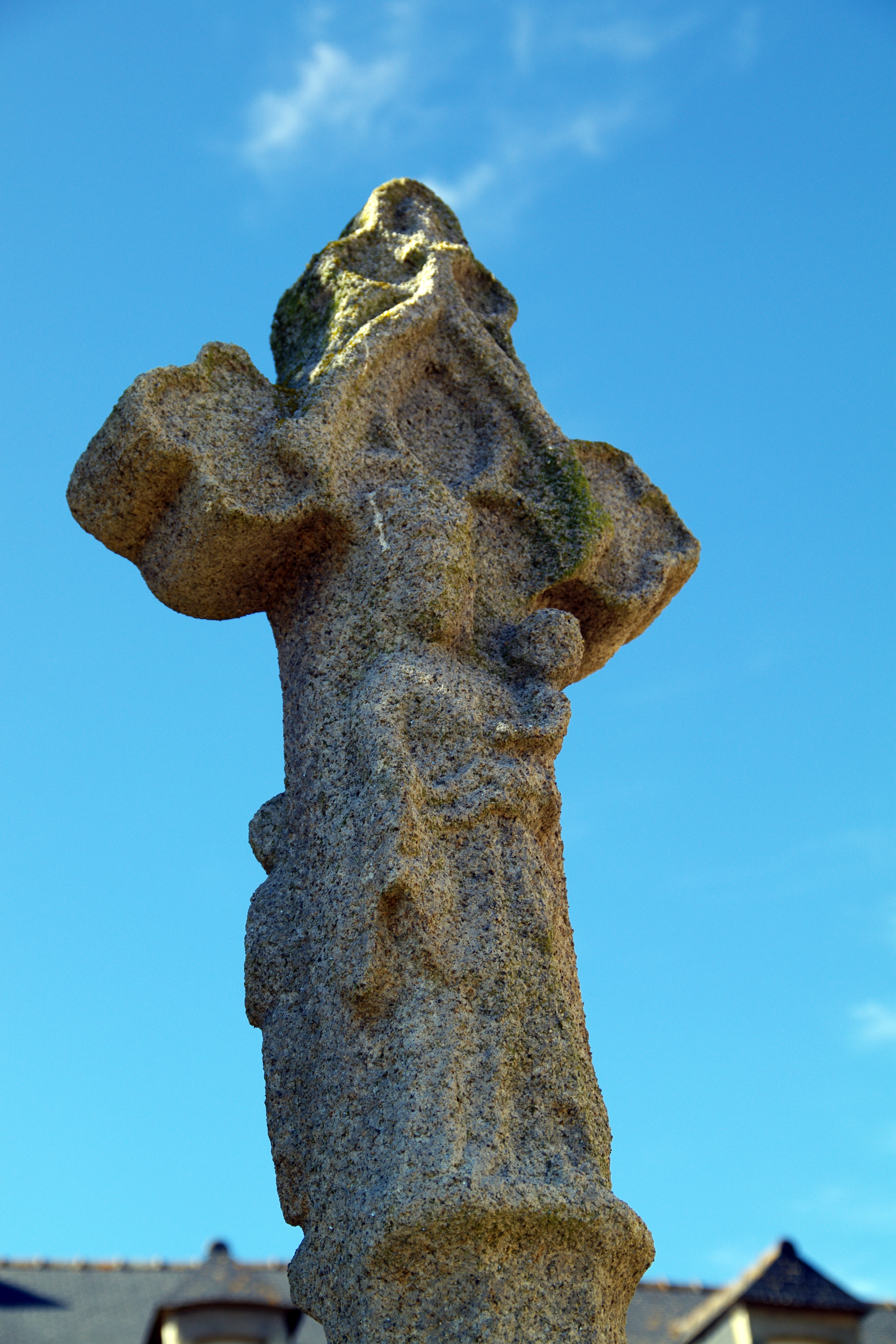